# Before the Bleeding Sun
Before the Bleeding Sun — пятый студийный альбом группы Eternal Tears of Sorrow, вышедший в 2006 году.

## Список композиций
1. «Sweet Lilith of My Dreams» — 4:51
2. «Another Me» — 3:52
3. «Red Dawn Rising» — 5:06
4. «Upon the Moors» — 4:48
5. «Sakura No Rei» — 2:12
6. «Sinister Rain» — 5:41
7. «Lost Rune of Thunder» — 4:03
8. «Tar Still Flows» — 3:55
9. «Angelheart, Ravenheart (Act I: Before the Bleeding Sun)» — 8:40

## Участники записи
Eternal Tears of Sorrow
- Аллти Ветеляйнен — вокал (скриминг), бас-гитара
- Ярмо Пуолаканахо — гитара
- Ристо Руутх — гитара
- Янне Тольса — клавишные
- Петри Санкала — ударные

Приглашённые музыканты
- Марко Хиетала (Tarot, Nightwish) — бэк-вокал (3, 5, 6 и 9 композиции)
- Тони Какко (Sonata Arctica) — бэк-вокал (3 и 9 композиции)
- Ярмо Кюльмянен (Scyron) — чистый вокал (3, 5, 6 и 9 композиции)
- Мириам «Sfinx» Ренвог (Ram-Zet, For My Pain…) — женский вокал (3, 5, 6 и 9 композиции)